# Adam Vella
Adam Joseph Vella (* 12. Juni 1971 in Melbourne) ist ein ehemaliger australischer Sportschütze in den Disziplinen Trap und Doppeltrap.

## Erfolge
Adam Vella nahm an drei Olympischen Spielen teil. 2004 belegte er in Athen im Trap in der Qualifikation mit 121 Punkten den fünften Rang. Im Finale erzielte er weitere 24 Treffer und platzierte sich mit insgesamt 145 Punkten den dritten Rang, sodass er die Bronzemedaille erhielt. Bei den Olympischen Spielen 2012 in London verpasste er im Trap mit Rang 15 einen erneuten Finaleinzug. Die Spiele 2016 in Rio de Janeiro schloss er auf dem zwölften Rang ab.
Bei Weltmeisterschaften gewann Vella 1998 in Barcelona im Doppeltrap den Titel im Mannschaftswettbewerb. In dieser Disziplin wurde er darüber hinaus 1997 in Lima und 2003 in Nikosia Vizeweltmeister, ebenso 2002 in Lahti und 2005 in Lonato del Garda mit der Trapmannschaft. 1997 sicherte er sich mit dieser zudem Bronze. 2002 gelang ihm bei den Commonwealth Games in Manchester in der Einzelkonkurrenz der Gewinn der Silbermedaille im Trap, während er im Paarwettbewerb Gold gewann. Sowohl 2006 in Melbourne als auch 2010 in Neu-Delhi wiederholte er diesen Erfolg im Paarwettbewerb. Bei den Commonwealth Games 2014 gewann er dann erstmals auch im Trap-Einzel Gold.
Vella ist verheiratet und hat zwei Kinder.